# Пассив (бухгалтерия)
Пасси́в (от лат. passivus «восприимчивый, пассивный, недеятельный») — противоположная активу часть бухгалтерского баланса (правая сторона), — совокупность всех источников формирования средств предприятия (обязательств и капитала).
Содержит собственный капитал — уставный и акционерный, — а также заёмный капитал (кредиты, займы, сгруппированные по составу и срокам погашения).
В банковской практике используется термин совоку́пный капита́л — сумма собственного и заёмного капитала, то есть весь пассив или валюта баланса.
Понятие «Пассив» в части «Заёмный капитал» соответствует термину «Обязательства».

## Виды пассивов
Пассивы делятся на текущие пассивы (англ. current liabilities), долгосрочные долги (англ. long-term debt) и долгосрочные обязательства (англ. long-term liabilities).
К текущим пассивам относятся обязательства, срок оплаты по которым приходится на следующий год. К долгосрочным долгам относятся долгосрочные ссуды финансовых институтов и долгосрочные облигации, размещённые на финансовом рынке. К прочим долгосрочным обязательствам относятся обязательства перед арендодателями, перед работниками и правительством (отложенные налоги).
Обязательства могут иметь различные виды классификаций обязательств. Одним из видов разделения обязательств является следующее разделение обязательств:
- обязательства (реально отражённые и фактически существующие обязательства);
- «скрытые» обязательства;
- «мнимые» обязательства.

Согласно «Концепции бухгалтерского учёта в рыночной экономике России» (одобрена Методологическим советом по бухгалтерскому учёту при Минфине РФ, Президентским советом ИПБ РФ 29.12.1997) обязательством считается существующая на отчётную дату задолженность организации, которая является следствием свершившихся проектов её хозяйственной деятельности и расчёты по которой должны привести к оттоку активов. Обязательство может возникнуть в силу действия договора или правовой нормы, а также обычаев делового оборота.
Погашение обязательства предполагает обычно, что для удовлетворения требований другой стороны организация лишается соответствующих активов. Это может происходить путём выплаты денежных средств или передачи других активов (оказание услуг). Кроме того, погашение обязательства может происходить в форме замены обязательства одного вида другим; преобразование обязательства в капитал; снятия требований со стороны кредитора.

## «Скрытые» обязательства
«Скрытые» обязательства организации — заёмная, кредитная и иная кредиторская задолженность организации перед бюджетом, внебюджетными фондами, физическими и/или юридическими лицами, учтённая в бухгалтерском (и/или налоговом) учёте, отражённая в балансе организации и учитываемая при расчёте чистых активов или собственных средств организации, но фактически отсутствующая в организации. Такие обязательства должны были быть уже погашены или списаны, но по каким-либо причинам этого не произошло. Наличие «скрытых» обязательств не приведёт к необходимости погашать кредиторскую задолженность посредством передачи (отдачи, перехода прав собственности или иного отчуждения) имущества, активов, принадлежащих организации. Учёт «скрытых» обязательств — это завышение величины обязательств организации над обязательствами, которые реально возникли и подлежат гашению в процессе ведения финансово-хозяйственной деятельности.
Выявление и отражение в управленческом учёте «скрытых» обязательств приведёт к необходимости корректировки в сторону уменьшения отдельных элементов обязательств организации, и, соответственно, приведёт к увеличению расчётной стоимости чистых активов или собственных средств организации.
Выявление, отражение и учёт «скрытых» обязательств (в управленческом или бухгалтерском учёте) реально не влияет на фактическое положение и финансово-хозяйственное состояние организации, а лишь производит выявление и отражение в учёте уже полученных, но не нашедших своего своевременного отражения в бухгалтерском, управленческом или налоговом учёте соответствующих финансовых результатов.
К «скрытым» обязательствам могут относиться:
- обязанность осуществлять постоянное расходование ресурсов (или денежных средств) без получения адекватной пользы, выгоды.
- обязанность осуществлять постоянное расходование ресурсов (или денежных средств), направленное на социальные или благотворительные цели.
- наличие предусмотренных существенных штрафных санкций в договорах (при условии досрочного расторжения этих договоров), которые организация желает расторгнуть в ближайшее время;
- наличие договорных отношений на поставку материально-производственных запасов, услуг, аренды и т. д. по ценам, превышающим среднее значение на рынке;
- наличие потреблённых ресурсов (затрат организации), срок отражения в бухгалтерском учёте или начисления которых ещё не наступил в соответствии с условиями договора, правилами бухгалтерского учёта и т. д.;
- наличие статуса памятника культуры у основных средств, которыми владеет или пользуется организация;
- отложенные налоговые обязательства (ОНО), для организаций их не учитывающих;
- выданные гарантии или поручительства в обеспечении исполнения обязательств по собственным обязательствам и по обязательствам третьих лиц (к кредитному договору, к договору поставки товара и т. д.);
- обязанность погашения обязательств отдельных категорий дочерних или зависимых обществ;
- наличие ненужного, неэффективного имущества, имущественных прав (имущество не приносит, не может и не будет приносить в обозримом будущем экономических или иных выгод), освобождение от обременения владения которым приведёт к дополнительным расходам, которые должен понести собственник;
- иные «скрытые» обязательства.

## «Мнимые» обязательства
«Мнимые» обязательства организации — заёмная, кредитная и иная кредиторская задолженность организации перед бюджетом, внебюджетными фондами, физическими и/или юридическими лицами, учтённая в бухгалтерском (и/или налоговом) учёте, отражённая в балансе организации и учитываемая при расчёте чистых активов или собственных средств организации, но фактически отсутствующая в организации. Такие обязательства должны были быть уже погашены или списаны, но по каким-либо причинам этого не произошло. Наличие «мнимых» обязательств не приведёт к необходимости погашать кредиторскую задолженность посредством передачи (отдачи, перехода прав собственности или иного отчуждения) имущества, активов, принадлежащих организации.
Учёт «мнимых» обязательств — это завышение величины обязательств организации над обязательствами, которые реально возникли и подлежат гашению в процессе ведения финансово-хозяйственной деятельности.
Выявление и отражение в управленческом учёте «мнимых» обязательств приведёт к необходимости корректировки в сторону уменьшения отдельных элементов обязательств организации, и, соответственно, приведёт к увеличению расчётной стоимости чистых активов или собственных средств организации.
Выявление, отражение и учёт «мнимых» обязательств (в управленческом или бухгалтерском учёте) реально не влияет на фактическое положение и финансово-хозяйственное состояние организации, а лишь производит выявление и отражение в учёте уже полученных, но не нашедших своего своевременного отражения в бухгалтерском, управленческом или налоговом учёте соответствующих финансовых результатов.
Выявление «мнимых» обязательств базируется на выявлении отражённых в бухгалтерском учёте обязательств, которые по своей экономической сути обязательствами не являются и не подлежат гашению в общеустановленном порядке.
К «мнимым» обязательствам могут относиться:
- займы, полученные от владельцев (совладельцев) юридического лица;
- кредиторская задолженность с истёкшим сроком давности, кредиторская задолженность перед обанкротившимся кредитором;
- учтённое отложенное налоговое обязательство (ОНО), которое не будет учтено в обозримой перспективе в качестве увеличения текущего налога на прибыль;
- резервы под обесценение активов, резервы предстоящих расходов;
- иные «мнимые» обязательства.